# Ентауль
Ентау́ль — село в Большемуртинском районе Красноярского края России. Входит в состав Ентаульского сельсовета.

## География
Село находится в центральной части Красноярского края, в подтаёжно-лесостепном районе лесостепной зоны, на левом берегу реки Ентаулька, на расстоянии приблизительно 19 км (по прямой) к западу от Большой Мурты, административного центра района. Абсолютная высота — 205 м над уровнем моря.

## История
Основано в 1898 году. По данным 1926 года в селе имелось 110 хозяйств и проживало 627 человек (в основном — поляки). В административном отношении входило в состав Михайловского сельсовета Больше-Муртинского района Красноярского округа Сибирского края.

## Население
| 2010 |
| ---- |
| 75   |

Гендерный состав
По данным Всероссийской переписи населения 2010 года, в гендерной структуре населения мужчины составляли 46,7 %, женщины — соответственно 53,3 %.
Национальный состав
Согласно результатам переписи 2002 года, в национальной структуре населения русские составляли 72 % из 97 чел.

## Улицы
Уличная сеть села состоит из ул. Центральной и пер. Школьного.